# Komachi Imakugi
Pas d'image ? Cliquez ici

a Compétitions nationales et continentales officielles uniquement.

b Matchs officiels uniquement.
Komachi Imakugi (今釘 小町, Imakugi Komachi), née le 6 janvier 2002 dans la préfecture de Kyoto (Japon), est une joueuse internationale japonaise de rugby à XV évoluant au poste d'ailier.

## Biographie
Komachi Imakugi naît le 6 janvier 2002.
En 2022, elle joue pour le club des Arukas Queen Kumagaya (ja). Elle a dix sélections en équipe du Japon quand elle est retenue en septembre 2022 pour disputer la Coupe du monde en Nouvelle-Zélande.
En juillet 2025, comptant désormais 30 capes en équipe nationale, elle est à nouveau retenue pour la Coupe du monde.